# Syndyas lamborni
Syndyas lamborni är en tvåvingeart som först beskrevs av Smith 1969.  Syndyas lamborni ingår i släktet Syndyas och familjen puckeldansflugor.
Artens utbredningsområde är Benin. Inga underarter finns listade i Catalogue of Life.